# Mezinárodní meziknihovní výpůjční služba
Mezinárodní meziknihovní výpůjční služba (zkráceně MMVS , anglicky International interlibrary loan, německy Internationale Fernleihe) patří mezi základní veřejné knihovnické a informační služby. Jejím prostřednictvím mohou být zpřístupněny registrovaným čtenářům knihoven dokumenty z fondu jiné knihovny, existující mimo území České republiky.

## Podstata MMVS
Mezinárodní kooperace mezi knihovnami je nejčastěji chápána jako MMVS a to nejspíše z toho důvodu, že poskytuje ve výsledku reálný produkt, je srozumitelná a úspěšně fungující v mezinárodním měřítku. MMVS je tedy jakýmsi zprostředkovatelem mezi samotným čtenářem a požadovaným dokumentem. MMVS nabízí uživatelům knihoven zpřístupnění dokumentů, které se nenacházejí ve fondu žádné české knihovny. Žadatel dokumentu si musí ověřit dostupnost takového dokumentu v ostatních českých knihovnách a to prostřednictvím Souborného katalogu ČR a portálu Knihovny.cz.

## Program IFLA pro Všeobecnou dostupnost informací
Díky MMVS dochází k rozpadu bariér při získávání dokumentů a vůbec informací ze zahraničí. Proto se také tato služba stala jedním ze základních pilířů, na kterém stojí program Mezinárodní federace knihovnických asociací (International Federation of Library Associations and Institutions – IFLA) pro Všeobecnou dostupnost publikací (Universal Availability of Publications – UAP). Jádro programu pro Všeobecnou dostupnost publikací vymyšlené Maurice Linem vznikalo v pozdních sedmdesátých letech 20. století a vycházelo z návrhu Donalda Urquarta. Hlavním cílem programu UAP bylo zlepšit přístup ke zveřejněným informacím. Tento program má kořeny v Úřadu pro mezinárodní meziknihovní výpůjční služby (The Office for International Lending – OIL), jehož hlavním smyslem bylo zdokonalit postupy pro MMVS a dodávání dokumentů mezi knihovnami. I přes odlišné cíle a financování OIL a programu UAP byly tyto dvě složky neoddělitelně spjaty, vzhledem k tomu, že MMVS je klíčovým prvkem programu UAP opírající se o sdílení dokumentů mezi knihovnami. Ačkoliv byly program UAP a OIL sídlící v Britské knihovně v Boston Spa ukončeny v březnu roku 2003, IFLA se sídlem v Haagu nadále pokračuje v některých úspěšných aktivitách tohoto programu.

## Legislativní dokumenty pro MMVS
Legislativa MMVS ČR:
- zákon č. 257/2001 Sb. o knihovnách a podmínkách provozování veřejných knihovnických a informačních služeb

- vyhláška Ministerstva kultury č. 88/2002 Sb. k provedení zákona č. 257/2001 Sb.

- metodické pokyny pro meziknihovní služby

- program UAP, doporučení IFLA

Mezinárodní legislativa – IFLA dokumenty:
- Mezinárodní sdílení zdrojů a dodávání dokumentů: Principy a postupové směrnice

- IFLA voucher schéma[nedostupný zdroj]

- Instrukce pro knihovny odesílající a přijímající IFLA žádosti pro MMVS[nedostupný zdroj]

- IFLA žádost pro MMVS[nedostupný zdroj]

- Směrnice IFLA pro odesílání žádostí MMVS e-mailem

- Směrnice IFLA pro odesílání žádostí MMVS faxem[nedostupný zdroj]

Neexistuje jednotné nařízení společné všem státům, které by určovalo metodická pravidla týkající se sdílení zdrojů, poskytování mezinárodních výpůjček a dodávání dokumentů. Každá země by si měla tyto pravidla stanovovat sama.
V České republice dle zákona č. 257/2001 Sb. a vyhlášky č. 88/2002 Sb. jsou Národní knihovna České republiky, Národní technická knihovna, Knihovna Akademie věd České republiky, Moravská zemská knihovna, Vědecká knihovna v Olomouci a Národní lékařská knihovna povinny zajistit MMVS pro další knihovny ČR a poskytnout provozovateli knihovny metodickou pomoc v této oblasti, přičemž Národní knihovna ČR plní funkci národního centra mezinárodní výměny oficiálních publikací.
Knihovny výše uvedené vytvořily webové stránky pro zahraniční knihovny (http://www.nkp.cz/refer_centrum/mvs/mvs_ifla.html Archivováno 5. 1. 2004 na Wayback Machine.). Stránky obsahují nezbytné informace pro realizaci meziknihovních výpůjčních služeb mezi knihovnami vnitrostátními a zahraničními.

## Historie pojmu MMVS v České republice
Princip MMVS byl vůbec poprvé v české knihovnické terminologii popsán v § 10 Vyhlášky č. 51/1963 Sb. takto: „nemá-li knihu žádanou meziknihovní výpůjční službou žádná tuzemská knihovna, je možno na požádání čtenáře a s přihlédnutím k prokázané společenské závažnosti jeho žádosti vypůjčit ji mezinárodní výpůjční službou ze zahraniční knihovny “. Nejednalo se přímo o definici pojmu MMVS, ale o jakási pravidla potřebná k získání dokumentů z fondů zahraničních knihoven. Toto ustanovení však mělo jistá omezení spočívající v povinnosti uvést společenskou závažnost výpůjčky ze zahraničí a tím stálo proti podstatě programu IFLA pro Všeobecnou dostupnost publikací. Myšlenka tohoto programu byla podpořena až po roce 1989, kdy se začalo měnit celé knihovnictví.
Do českého knihovnictví začaly pronikat nové technologie a zvýšila se produkce publikací, ale vzrostla také jejich cena. Tím se podstatně změnily možnosti v poskytování MMVS. Pod vlivem takto se měnící situace bylo nutné vymezit nová pravidla MMVS. MMVS se tedy podle nové definice realizovala v souladu s mezinárodně platnými pravidly IFLA.
Nejnovější definice MMVS byla navržena a schválena v Národní knihovně ČR. Definice zní takto: „MMVS se uskutečňují mezi knihovnami České republiky a zahraničními knihovnami v souladu s obecně závaznými právními předpisy a doporučeními IFLA a platnými Zásadami meziknihovních výpůjčních služeb ČR “.

## Zpoplatnění MMVS a IFLA vouchery
Zatímco meziknihovní výpůjční služby jsou poskytovány zdarma, mezinárodní meziknihovní výpůjční služby jsou zpoplatněny. Provozovatel knihovny má dle zákona nárok žádat úhradu vynaložených nákladů za zpřístupňování dokumentů z fondu knihovny v rámci mezinárodních meziknihovních služeb. Ceník za tyto služby má každá knihovna stanoven jinak, přičemž částku hradí uživatel, který si dokument objedná.
Knihovny vykonávající MMVS si mohou dopředu zakoupit IFLA vouchery, které slouží jako platidlo pro potřeby mezinárodní meziknihovní výpůjční služby založené na principu předplatného. Voucher má neomezenou platnost, lze ho vícenásobně použít.
Tento systém funguje tím způsobem, že si knihovny koupí vouchery od IFLA Velitelství (IFLA Headquarters – HQ). Voucher je dostupný ve 2 hodnotách, a to buď jako Full (plný) voucher za 8.00 EUR nebo Half (poloviční) voucher za 4.00 EUR. Dožádaná knihovna by měla akceptovat jako standardní platbu jeden voucher za jednu výpůjčku nebo kopie do 15 stran, ale může žádat méně či více v souladu se svými podmínkami. Dožádaná knihovna přijme voucher/vouchery jako platbu za jednotlivou transakci. Knihovny, které půjčí více jednotek než si vypůjčí a získají tak vouchery navíc, mohou přebytečné vouchery vrátit na IFLA HQ.